# 萬象國際華語電影節
英国万像国际华语电影节（China Image Film Festival）是英国本土唯一的大型国际华语电影节，也是迄今为止欧洲最大的华语电影盛事，以推动华语年轻电影人崛起、促进中国电影产业可持续发展、提升中国电影海外影响力为主旨，举办地为英国首都伦敦。
参展华语影片类型广泛，包括当代华语商业片、艺术片、纪录片、体育电影、短片、动漫影片等。 
电影节由中英文化创意产业协会主办，始创于2009年，每年举办一届。

## 第四届英国万像国际华语电影节获奖名单(2012年)
- 优秀影片奖：《五个关于青春的记忆》
- 优秀导演奖：杨树鹏《匹夫》
- 优秀编剧奖：苏小卫《秋之白华》
- 优秀男主角：黄晓明《匹夫》
- 优秀女主角：爱新觉罗．启星《雁鸣湖之恋》
- 优秀男配角：张默 《边境风云》
- 优秀女配角：张歆艺《匹夫》
- 最受欢迎男演员：陈建斌《人山人海》
- 最受欢迎女演员：王珞丹 《边境风云》
- 优秀纪录片奖:王凡《身体的滋味》
- 优秀原创故事奖：《雨后祥云》、《巨额交易》、《秋之白华》、《哈琅署火》、《地下室惊魂》
- 优秀制片奖：《雨后祥云》
- 特别新人奖：于小伟 《查无此人》
- 特别表演奖：张洪杰 《雨后祥云》
- 华语电影杰出贡献奖：蔡尚君 《人山人海》
- 最高荣誉奖：斯琴高娃

## 第三届英国万像国际华语电影节获奖名单(2011年)
- 优秀影片奖：《80后》
- 优秀导演奖：王全安 《团圆》
- 优秀编剧奖：王海平《母语》
- 优秀男演员奖：范伟 《追踪孔令奇》
- 优秀女演员奖：卢燕《团圆》，黄奕《歼十出击》
- 优秀男配角奖：陈思成《守望者：罪恶迷途》，夏德俊《回马枪》，文章《万有引力》
- 优秀女配角奖：袁霆《康定情歌》，马伊琍《追踪孔令奇》
- 最具潜力女演员奖：秦岚《母语》
- 优秀动画片奖：《魁拔》、《兔侠传奇》
- 优秀制片人奖：肖文革《杜拉拉升职记》，胡梦淅《回马枪》
- 优秀题材创作奖：《绝对底线》
- 组委会特别奖：《建党伟业》

## 第二届英国万像国际华语电影节部份获奖名单
- 最佳影片奖：贾东朔  《浮出水面的影子》

- 最佳导演奖: 贾东朔  《浮出水面的影子》

- 最佳男演员奖：姜武 《我的唐朝兄弟》

- 最佳女演员奖：李佳  《浮出水面的影子》

- 最佳编剧奖：彭臣 《走路上学》

## 外部連結
- 万像国际华语电影节中文官方網站
- 第二届开幕式视频报导 （页面存档备份，存于）